# Río Holston
El río Holston (en inglés: Holston River) es un río del Sur de Estados Unidos, perteneciente a la cuenca del río Misisipi, que pasa por el estado de Tennessee, uniéndose al río French Broad con el que forma el río Tennessee. Tiene una longitud de 219 km (462 km si se cuenta una de sus fuentes, el North Fork) y drena una cuenca de 9870 km².
El valle del río Holston ha sido desarrollado para la creación de energía a través de presas hidroeléctricas.

## Curso
Nace por la confluencia de sus cabeceras North Fork (243 km) y South Fork (180 km) al este de Kingsport, fluye hacia el suroeste, pasa cerca de Morristown y poco antes de llegar a Knoxville se une al río French Broad formando el río Tennessee.